# Velo Veronese
Velo Veronese là một đô thị ở tỉnh Verona trong vùng Veneto của Ý, có cự ly khoảng 100 km về phía tây của Venice và khoảng 20 km về phía đông bắc của Verona. Tại thời điểm ngày 31 tháng 12 năm 2004, đô thị này có dân số 792 người và diện tích là 19,1 km².
Đô thị Velo Veronese có các frazione (đơn vị trực thuộc) Camposilvano.
Velo Veronese giáp các đô thị: Badia Calavena, Roverè Veronese, San Mauro di Saline và Selva di Progno.